# Sergio Almaguer
Sergio Almaguer Treviño (nació el 16 de mayo de 1969 en Monterrey, Nuevo León) es un exfutbolista, entrenador y directivo mexicano; inició como delantero, llegó a jugar como mediocampista por derecha y finalmente lo ubicaron como defensa central, posición que guardó hasta su retiro. Debutó en la Primera División de México con Ángeles de Puebla y se retiró con Jaguares de Chiapas.
Ha sido auxiliar técnico de Víctor Manuel Aguado (América), Manuel Lapuente (América), René Isidoro García (Jaguares), Víctor Manuel Vucetich (Querétaro, Guadalajara, Monterrey y Mazatlán), Jaime Lozano (Querétaro), Marcelo Michel Leaño (Guadalajara) y Hugo Norberto Castillo (Monterrey).
Actualmente asiste al "Rey Midas" Víctor Manuel Vucetich en Mazatlán Fútbol Club.

## Trayectoria

### Futbolista
Debutó en la Primera División de México con Ángeles de Puebla en la Temporada 1986-1987, el 16 de mayo de 1987 en la visita de los Ángeles a Tecos en el Estadio Tres de Marzo en Zapopan, Jalisco; el partido finalizó 1-1.
Después de dos Temporadas con Ángeles, fue fichado por el Club Puebla. Jugó con los Gallos Blancos del Querétaro la Temporada 1990-1991.
En el verano de 1991 firmó con Tigres de la UANL, donde permaneció por tres años. En la Jornada 37 (24 de abril de 1993) de la Temporada 1992-1993, en el encuentro ante Morelia en el Estadio Morelos, Almaguer marcó a los 13 segundos de haber iniciado el juego, siendo este el gol más rápido en la historia de los Tigres y el octavo en toda la cronología del fútbol mexicano. 
De cara a la Temporada 1994-1995 fue cedido a préstamo a Correcaminos de la UAT; al concluir el certamen retornó con los Tigres.
En el Invierno 1996, regresó al Club Puebla y pasó a jugar de defensa. En un año disputó 35 partidos y anotó dos goles.
Almaguer fue transferido al Club Necaxa para el Invierno 1997. Su permanencia con los Rayos fue exitosa al conquistar el Invierno 1998 y la Copa de Campeones de la Concacaf 1999. 
Después de jugar con Necaxa, firmó con Cruz Azul; formó parte del plantel que disputó la final de la Copa Libertadores 2001 ante Club Atlético Boca Juniors de Argentina.
Fue a préstamo a Galatasaray de Turquía, jugando cuatro partidos de Liga y tres encuentros de la Liga de Campeones de la UEFA.
Para el Apertura 2003, se integró a Jaguares de Chiapas, en donde se reencontró con José Luis Trejo (entrenador de Cruz Azul Subcampeón de Libertadores). 
El 28 de junio de 2005, Almaguer anunció su retiro, poniendo fin a su carrera de 18 años. 

### Entrenador

#### Jaguares de Chiapas
El 20 de febrero de 2008, Almaguer fue nombrado entrenador de su exequipo, Jaguares de Chiapas.
Almaguer hizo su debut tres días después contra Tecos (Jaguares ganó 2-0). Con el conjunto chiapaneco consiguió seis victorias, dos empates y tres derrotas, para terminar el torneo Clausura 2008 en la posición número 6 de la tabla general. En la liguilla se enfrentó a Cruz Azul en 4tos. de final; en el juego de ida, Jaguares venció 1-0 a la Máquina y en la vuelta, en el Estadio Azul, el Cruz Azul ganó 2-1; el global fue 2-2, pero la mejor posición en la tabla le dio el pase a la Máquina.
Después de perder cinco de los primeros 10 juegos del Apertura 2008, Sergio Almaguer fue cesado.

#### México Sub-20
Tras la salida de Juan Carlos Chávez, Almaguer fue nombrado entrenador de la selección de México Sub-20.
En su primera experiencia al frente del Tricolor obtuvo el Campeonato Sub-20 de la Concacaf de 2013 en territorio nacional y con ello el pase a la Copa Mundial de Fútbol Sub-20 de 2013 en Turquía; en el certamen México obtuvo el tercer puesto del grupo y se midió ante España en 8vos. de final; España ganó 2-1.
El 24 de enero de 2015, Almaguer al frente del Tricolor ganó el Campeonato Sub-20 de la Concacaf de 2015 en Jamaica, clasificando además a la Copa Mundial de Fútbol Sub-20 de 2015 en Nueva Zelanda. 
En Nueva Zelanda, el conjunto mexicano fue último del grupo al sumar solo tres unidades.
En diciembre de 2015, Almaguer fue liberado de sus funciones.  

## Estadísticas

### Futbolista
| Ángeles de Puebla · México |               |               |     |    |    |    |    |     |     |    |
| 1ª | 1987-88       | 27            | 3   | 3  | 0  | -  | -  | 30  | 3   |    |
| Total club | Total club    | 27            | 3   | 3  | 0  | -  | -  | 30  | 3   |    |
| Puebla · México |               |               |     |    |    |    |    |     |     |    |
| 1ª | 1988-89       | 4             | 0   | 2  | 0  | -  | -  | 6   | 0   |    |
| 1ª | 1989-90       | 11            | 1   | 4  | 1  | -  | -  | 15  | 2   |    |
| 1ª | 1996-97       | 35            | 2   | 5  | 0  | -  | -  | 40  | 2   |    |
| Total club | Total club    | 50            | 3   | 11 | 1  | -  | -  | 61  | 4   |    |
| Querétaro · México |               |               |     |    |    |    |    |     |     |    |
| 1ª | 1990-91       | 35            | 11  | 6  | 3  | -  | -  | 41  | 14  |    |
| Total club | Total club    | 35            | 11  | 6  | 3  | -  | -  | 41  | 14  |    |
| Tigres · México |               |               |     |    |    |    |    |     |     |    |
| 1ª | 1991-92       | 37            | 10  | 4  | 1  | -  | -  | 41  | 11  |    |
| 1ª | 1992-93       | 37            | 12  | -  | -  | -  | -  | 37  | 12  |    |
| 1ª | 1993-94       | 19            | 0   | -  | -  | -  | -  | 19  | 0   |    |
| 1ª | 1995-96       | 31            | 8   | 6  | 2  | -  | -  | 37  | 10  |    |
| Total club | Total club    | 124           | 30  | 10 | 3  | -  | -  | 134 | 33  |    |
| Correcaminos · México |               |               |     |    |    |    |    |     |     |    |
| 1ª | 1994-95       | 29            | 8   | 1  | 0  | -  | -  | 30  | 8   |    |
| Total club | Total club    | 29            | 8   | 1  | 0  | -  | -  | 30  | 8   |    |
| Necaxa · México |               |               |     |    |    |    |    |     |     |    |
| 1ª | 1997-98       | 35            | 1   | -  | -  | -  | -  | 35  | 1   |    |
| 1ª | 1998-99       | 38            | 2   | 1  | 0  | 4  | 0  | 43  | 2   |    |
| 1ª | 1999-00       | 34            | 8   | -  | -  | 8  | 1  | 42  | 9   |    |
| 1ª | 2000-01       | 29            | 2   | -  | -  | 5  | 0  | 34  | 2   |    |
| Total club | Total club    | 136           | 13  | 1  | 0  | 17 | 1  | 154 | 14  |    |
| Cruz Azul · México |               |               |     |    |    |    |    |     |     |    |
| 1ª | 2001-02       | 30            | 0   | 3  | 0  | 4  | 2  | 37  | 2   |    |
| 1ª | 2002-03       | 7             | 1   | -  | -  | 4  | 0  | 11  | 1   |    |
| Total club | Total club    | 37            | 1   | 3  | 0  | 8  | 2  | 48  | 3   |    |
| Galatasaray Turquía |               |               |     |    |    |    |    |     |     |    |
| 1ª | 2002          | 4             | 0   | 0  | 0  | 3  | 0  | 7   | 0   |    |
| Total club | Total club    | 4             | 0   | 0  | 0  | 3  | 0  | 7   | 0   |    |
| Chiapas · México |               |               |     |    |    |    |    |     |     |    |
| 1ª | 2003-04       | 38            | 3   | -  | -  | -  | -  | 38  | 3   |    |
| 1ª | 2004-05       | 17            | 1   | 4  | 2  | -  | -  | 21  | 3   |    |
| Total club | Total club    | 55            | 4   | 4  | 2  | -  | -  | 59  | 6   |    |
| Total carrera | Total carrera | Total carrera | 497 | 73 | 39 | 9  | 28 | 3   | 564 | 85 |
| (1)Incluye datos de la Copa México, Pre Pre Libertadores (1998 y 2001) e InterLiga (2005). (2)Incluye datos de la Copa de Campeones de la Concacaf (1999), Pre Libertadores (1999, 2001 y 2003), Copa Libertadores (2001 y 2003) Mundial de Clubes (2000) y UEFA Champions League (2002-03). |               |               |     |    |    |    |    |     |     |    |

### Entrenador
| Club                | País   | Año       | PD | PG | PE | PP |
| ------------------- | ------ | --------- | -- | -- | -- | -- |
| Jaguares de Chiapas | México | 2008      | 22 | 9  | 4  | 9  |
| México Sub-20       | México | 2012-2015 | 26 | 14 | 3  | 9  |

## Selección nacional

### Absoluta
Bajo la dirección técnica de Ignacio Trelles, debutó con el Tricolor el 14 de marzo de 1991, en un partido por la Copa de Naciones Norteamericana 1991 ante Canadá en Los Angeles Memorial Coliseum (Los Angeles, California); el encuentro finalizó 3-0 a favor del cuadro mexicano. 
Almaguer disputó 18 partidos; el último que jugó fue ante Estados Unidos, el 25 de octubre de 2000, en un encuentro amistoso celebrado en Los Angeles Memorial Coliseum; EE. UU. ganó 2-0. 
Estuvo disponible para la Fecha 6 (1 de julio de 2001) de la tercera ronda por la Clasificación de Concacaf para la Copa Mundial de Fútbol de 2002 ante Estados Unidos en el Estadio Azteca (Coyoacán, Ciudad de México), en el debut del "Vasco" Javier Aguirre como entrenador nacional, pero permaneció en la banca.
|                    | PJ | Minutos | Goles | Asistencias | Periodo   |
| ------------------ | -- | ------- | ----- | ----------- | --------- |
| Selección Mexicana | 18 | 1,266   | 0     | 1           | 1991-2001 |

| Fecha                    | Rival             | Estadio                                    | Resultado | Competencia                          |
| ------------------------ | ----------------- | ------------------------------------------ | --------- | ------------------------------------ |
| 14 de marzo de 1991      | Canadá            | Los Angeles Memorial Coliseum, Los Angeles | 3-0       | Copa de Naciones Norteamericana 1991 |
| 17 de abril de 1991      | Costa Rica        | Estadio La Sabana, San José                | 0-0       | Amistoso                             |
| 10 de febrero de 1999    | Argentina         | Los Angeles Memorial Coliseum, Los Angeles | 0-1       | Amistoso                             |
| 14 de abril de 1999      | Ecuador           | Estadio Olímpico Universitario, Coyoacán   | 0-0       | Amistoso                             |
| 28 de abril de 1999      | Paraguay          | Estadio Defensores del Chaco, Asunción     | 2-1       | Amistoso                             |
| 9 de junio de 1999       | Argentina         | Soldier Field, Chicago                     | 2-2       | Amistoso                             |
| 12 de junio de 1999      | Corea del Sur     | Estadio Olímpico de Seúl, Seúl             | 1-1       | Copa Corea 1999                      |
| 18 de junio de 1999      | Egipto            | Estadio Olímpico de Seúl, Seúl             | 2-0       | Copa Corea 1999                      |
| 6 de julio de 1999       | Venezuela         | Estadio Antonio Aranda, Ciudad del Este    | 3-1       | Copa América 1999                    |
| 27 de octubre de 1999    | Ecuador           | Reliant Stadium, Houston                   | 0-0       | Amistoso                             |
| 5 de febrero de 2000     | Japón             | Estadio Hong Kong, Wanchai                 | 0-1       | Copa Carlsberg                       |
| 8 de febrero de 2000     | República Checa   | Estadio Hong Kong, Wanchai                 | 1-2       | Copa Carlsberg                       |
| 13 de febrero de 2000    | Trinidad y Tobago | Qualcomm Stadium, San Diego                | 4-0       | Copa de Oro de la Concacaf 2000      |
| 17 de febrero de 2000    | Guatemala         | Los Angeles Memorial Coliseum, Los Angeles | 1-1       | Copa de Oro de la Concacaf 2000      |
| 1 de julio de 2000       | El Salvador       | Candlestick Park, San Francisco            | 3-0       | Amistoso                             |
| 20 de septiembre de 2000 | Ecuador           | Snapdragon Stadium, San Diego              | 2-0       | Amistoso                             |
| 8 de octubre de 2000     | Trinidad y Tobago | Estadio Azteca, Coyoacán                   | 7-0       | Eliminatoria                         |
| 25 de octubre de 2000    | Estados Unidos    | Los Angeles Memorial Coliseum, Los Angeles | 2-0       | Amistoso                             |

#### Participaciones en selección nacional
| Competencia                          | Categoría | Sede           | Resultado        |
| ------------------------------------ | --------- | -------------- | ---------------- |
| Copa de Naciones Norteamericana 1991 | Absoluta  | Estados Unidos | Campeón          |
| Copa de Corea 1999                   | Absoluta  | Corea del Sur  | Subcampeón       |
| Copa América 1999                    | Absoluta  | Paraguay       | Tercer lugar     |
| Copa de Oro de la Concacaf 2000      | Absoluta  | Estados Unidos | Cuartos de final |
| Copa Carlsberg                       | Absoluta  | Hong Kong      | Subcampeón       |

## Palmarés

### Futbolista
Campeonatos nacionales
| Categoría                  | Título                       | Club              | País   |
| -------------------------- | ---------------------------- | ----------------- | ------ |
| Primera División de México | Temporada 1989-1990          | Club Puebla       | México |
| Copa México                | Copa México 1989-90          | Club Puebla       | México |
| Primera División de México | Campeón de Campeones 1989-90 | Club Puebla       | México |
| Copa México                | Copa México 1995-96          | Tigres de la UANL | México |
| Primera División de México | Invierno 1998                | Club Necaxa       | México |

Campeonatos internacionales
| Título                                | Club               | Sede           | Año  |
| ------------------------------------- | ------------------ | -------------- | ---- |
| Copa de Naciones Norteamericana 1991  | Selección Mexicana | Estados Unidos | 1991 |
| Copa de Campeones de la Concacaf 1999 | Club Necaxa        | Estados Unidos | 1999 |

Otros
| Puesto                              | Competencia                                  | Club               | Sede          |
| ----------------------------------- | -------------------------------------------- | ------------------ | ------------- |
| Medalla de plata, Juegos Olímpicos  | Copa de Corea 1999                           | Selección Mexicana | Corea del Sur |
| Medalla de bronce, Juegos Olímpicos | Copa América 1999                            | Selección Mexicana | Paraguay      |
| Medalla de bronce, Juegos Olímpicos | Campeonato Mundial de Clubes de la FIFA 2000 | Club Necaxa        | Brasil        |
| Medalla de plata, Juegos Olímpicos  | Copa Carlsberg                               | Selección Mexicana | Hong Kong     |

### Entrenador
Campeonatos internacionales
| Título                                   | Club          | Sede    |
| ---------------------------------------- | ------------- | ------- |
| Campeonato Sub-20 de la Concacaf de 2013 | México Sub-20 | México  |
| Campeonato Sub-20 de la Concacaf de 2015 | México Sub-20 | Jamaica |